# گیجوکسان (گنگ وون)
گیجوکسان (به لاتین: Gyejoksan) یک کوه در کره جنوبی است که در کره جنوبی واقع شده‌است. گیجوکسان ۸۸۹٫۶ متر بالاتر از سطح دریا واقع شده‌است.